# سال صفر (آلبوم)
سال صفر (انگلیسی: Year Zero) پنجمین آلبوم استودیویی گروه موسیقی اینداستریال راک آمریکایی ناین اینچ نیلز است که در ۱۷ آوریل ۲۰۰۷ منتشر شد. این آلبوم در حین برگزاری تور برای حمایت از آلبوم قبلی گروه، با دندان (۲۰۰۵)، توسعه یافت و در اواخر ۲۰۰۶ ضبط شد. تهیه‌کنندگی آن بر عهدهٔ ترنت رزنر و آتیکوس راس بوده‌است. این آخرین آلبوم گروه تحت ناشر اینترسکوپ رکوردز بود.
برخلاف سبک درونگرایانه ترانه‌سرایی که در آثار قبلی گروه وجود داشت، این آلبوم یک آلبوم مفهومی است که با ارائه دیدگاهی ویران‌شهری در سال ۲۰۲۲، سیاست‌های معاصر دولت ایالات متحده را مورد انتقاد قرار می‌دهد. این آلبوم بخشی از پروژه گسترده‌تر سال صفر بود که شامل یک آلبوم ریمیکس، یک بازی واقعیت‌نما به همین نام، و همچنین یک اقتباس تلویزیونی یا سینمایی می‌شد. بازی‌های آلبوم با استفاده از وب‌سایت‌ها، پیام‌های تلفنی از پیش ضبط‌شده، نقاشی‌های دیواری، و همچنین در میان رسانه‌های دیگر برای ارتقای پروژه، خط داستانی آلبوم را گسترش داد. این آلبوم با انتشار دو تک آهنگ «بقاگرایی» و «کپیتال جی» تبلیغ شد.
سال صفر نقدهای مثبتی را از سوی منتقدان دریافت کرد که به‌دلیل مفهوم و تولید آن و همچنین بازی واقعیت‌نمای جایگزین همراه آن مورد تحسین قرار گرفت. این آلبوم به رتبهٔ دوم جدول فروش ایالات متحده و رتبهٔ ششم بریتانیا رسید و نامش در میان یکی از ۱۰ آلبوم برتر کشورهای مختلف دیگر از لحاظ فروش قرار گرفت.